# Arvid Genetz
Arvid Oskar Gustaf Genetz, född 1 juli 1848 i Impilax, död 3 maj 1915 i Helsingfors, var en finländsk språkforskare och skald. Han var bror till Emil Genetz.
Arvid Genetz blev 1866 student, 1877 filosofie doktor, docent i finska språket och litteraturen och lektor vid finska normallyceet i Tavastehus, som sedermera flyttades till Helsingfors. Genetz arbetade för professor August Ahlqvist. År 1889 avled professor Ahlqvist och 1891 valdes Genetz till professor i finska språket och litteratur vid Helsingfors universitet och fick samma position som tidigare innehafts av Ahlqvist. Genetz rival för denna position var hans kollega E.N. Setälä. När detta ämne delades 1893, blev han professor i finsk-ugrisk språkvetenskap. 
Han gjorde flera språkliga och folkloristiska forskningsresor. Hans på karelska och olonetsiska språkläror med texter och ordlistor har varit av stort värde. Av dessa kan nämnas Versuch einer karelischen Lautlehre (disputation för docentur, 1877), Wörterbuch der Kola-lappischen Dialekte nebst Sprachproben (Finska vetenskapssocietetens "Bidrag till kännedom af Finlands natur och folk", band 50, 1891) liksom Suomen partikkelimuodot (Finskans partikelformer; disputation för professur, 1890). 
Genetz publicerade även tidningsuppsatser, läroböcker för skolornas behov samt lyriska dikter, de sistnämnda till stor del under pseudonymen Arvid Jännes. Han var 1892–1901 Finska litteratursällskapets ordförande samt 1901–05 ledamot av senaten och chef för ecklesiastikexpeditionen. 
Arrvid Genetz och hans fru Eva (född Arppe) hade sex barn: sönerna Juho, Arvi, Niilo och Paavo, samt döttrarna Laura och Helvi. Saima Harmaja är Lauras dotter.